# Praticien hospitalier
En France, un praticien hospitalier (PH) est un médecin, chirurgien, pharmacien, ou chirurgien-dentiste exerçant au sein d'un établissement public de santé ou d'un établissement d'hébergement pour personnes âgées dépendantes. Au sens strict, l'appellation de praticien hospitalier est réservée à ceux qui, recrutés à l'issue d'un concours national annuel, sont nommés à titre permanent, dans les hôpitaux et EHPAD publics français.
Il existe aussi dans les hôpitaux publics, sous différentes appellations et différents statuts, d'autres praticiens nommés à titre temporaire.
L'ensemble de ces 40 000 praticiens participent au service public hospitalier. Ils œuvrent dans toutes les disciplines médicales, biologiques, pharmaceutiques, odontologiques et leurs spécialités. Les praticiens hospitaliers nommés au concours et titularisés, portent aussi le titre de médecin, chirurgien, psychiatre, spécialiste, biologiste, pharmacien ou odontologiste des hôpitaux.
Les praticiens hospitaliers appelés en plus de leurs fonctions hospitalières à des fonctions d'enseignement dans les CHU, peuvent alors être nommés maître de conférences des universités-praticien hospitalier (MCU-PH), puis professeurs des universités-praticien hospitalier (PU-PH).

## Histoire
La réglementation avait établi deux statuts de praticiens exerçant à titre permanent :
- d'une part les praticiens hospitaliers à temps plein : l'expression « à temps plein » signifie qu'ils consacraient la totalité de leur temps de travail à l'hôpital public, sans pouvoir avoir d'activité libérale en dehors de l'établissement où ils étaient nommés, mais tout en pouvant exercer à temps partiel.
- d'autre part les praticiens hospitaliers à temps partiel, qui pouvaient cumuler activité hospitalière et activité libérale.

Les praticiens contractuels ont été institués par la loi du 31 juillet 1991 pour donner plus de souplesse aux établissements. Le système est comparable à celui des agents contractuels par rapport aux fonctionnaires. 
Les Assistants des hôpitaux ont été créés par le décret du 28 septembre 1987. Leur situation fait figure de « post-internat » dans les hôpitaux non universitaires. Ils sont recrutés pour une période allant d'un à six ans.
Les praticiens attachés, institués en 2003 sont recrutés pour un an, puis éventuellement pour trois ans, indéfiniment reconductibles. Rémunérés à la vacation, ils assistent les médecins titulaires dans les services.
Dans le cadre d'une réforme prévue dès 2018 mais modifiée par le « Ségur de la santé », les deux statuts de praticien hospitalier « à temps plein » et « à temps partiel » sont fusionnés en un statut unique. 
Il est également institué un statut unique de praticiens contractuels. Les praticiens associés et attachés en fonction à la date d'entrée en vigueur de la réforme, en février 2022, poursuivent leur contrat jusqu'à son terme.

## Personnel permanent
Les praticiens hospitaliers désignés à titre permanent ne sont pas des fonctionnaires (contrairement aux autres personnels hospitaliers permanents, comme les infirmiers), bien qu'ils soient, comme eux, placés dans une position légale et réglementaire. Dans les faits, leur statut est proche de celui d'un fonctionnaire, toutefois les lois et règlements du statut général de la fonction publique ne leur sont pas applicables. On peut donc parler de « quasi statut » ; il permet notamment l'indépendance technique (nécessaire à la déontologie médicale), fondement du système hospitalo-universitaire. En particulier, ils bénéficient d'une forme de « garantie d'emploi » qui se traduit par la possibilité d'être placés « en recherche d'affectation » s'il est mis fin à leur emploi par un établissement de santé.

### Recrutement et gestion nationale du corps
Les praticiens hospitaliers sont recrutés par un concours national organisé par le Centre national de gestion (CNG). Outre ce recrutement normal, les personnels enseignants-chercheurs et hospitaliers peuvent postuler les fonctions de praticien hospitalier sans passer de nouveau concours.
Dans leur premier poste, les praticiens hospitaliers sont nommés pour une période probatoire d'un an à l'issue de laquelle, éventuellement après renouvellement de cette période probatoire, ils sont normalement titularisés. Toutefois, ils peuvent être licenciés si la période probatoire, éventuellement prolongée, n'a pas donné satisfaction.
Comme les directeurs d'hôpitaux, les directeurs d'établissement sanitaire, social et médico-social et les directeurs des soins, les praticiens hospitaliers voient leur carrière gérée par le CNG (promotion d'échelon, mise en disponibilité, en détachement, etc.). S'agissant de leur traitement, c'est l'établissement hospitalier où ils exercent qui leur verse.
Les décisions de mobilité les concernant sont prises par le directeur général du Centre national de gestion, après consultation du directeur de l'établissement, lui-même consultant le président de la commission médicale d'établissement et/ou le chef de pôle hospitalier d'activité. Dans les EHPAD, seul le directeur donne son avis (il n'y a ni pôle d'activité ni CME).

### Rémunération et avancement
Le praticien hospitalier perçoit mensuellement :
- des émoluments de base : à chaque échelon correspond, comme pour les fonctionnaires, un indice de traitement exprimé en points. Le montant brut de ce traitement est calculé en multipliant le nombre de points d'indice par la valeur du point ;
- différentes indemnités dépendant de sa situation, des contraintes pesant sur lui et de ses résultats d'activité.

L'avancement de carrière du praticien hospitalier n'est pas soumis à appréciation administrative ; ils constituent l'un des rares corps d'agents à classe unique : à mesure qu'ils acquièrent de l'ancienneté, le praticien évolue d'un échelon au suivant. L'avancement au choix (hiérarchique) ne leur est donc pas applicable.
Bien que la grande majorité des principes de la fonction publique leur soit applicable, notamment en termes de traitement, il est rappelé qu'un praticien hospitalier est un « agent » du service public hospitalier. Ne pas être fonctionnaire implique :
- une hiérarchie distincte, médicale et ordinale ;
- l'autonomie et l'indépendance nécessaires à l'exercice de la profession.

### Positions statutaires
Tout praticien hospitalier est placé dans une des quatre positions suivantes :
- activité : le praticien occupe un emploi dans un établissement de santé et perçoit une rémunération associée. Il peut, tout en restant en activité, être mis à disposition d'un autre établissement ou organisme poursuivant un but d'intérêt général, mais reste rémunéré par son établissement d'origine ;
- recherche d'affectation : le praticien, qui n'exerce plus dans un établissement, est replacé auprès du Centre national de gestion, où il peut effectuer des stages ou réaliser des missions pour le compte de ce Centre, tout en se préparant à rejoindre un autre poste en fonction des vacances ; pendant ce temps, il continue de percevoir ses émoluments et de progresser en avancement ;
- détachement : le praticien peut être détaché dans un emploi d'une autre administration publique et il est rémunéré par elle,  mais continue de bénéficier parallèlement de l'avancement de son corps d'origine ; le détachement peut aussi intervenir pour occuper une fonction politique ;
- disponibilité : le praticien, temporairement, n'occupe pas d'emploi, n'est pas rémunéré et n'avance pas ; la disponibilité peut intervenir pour convenances personnelles, pour maladie prolongée, pour formation.

### Sortie du statut
La carrière d'un praticien hospitalier s'achève par sa « radiation des cadres ». Celle-ci résulte : 
- du départ à la retraite prononcé soit à la demande du praticien lorsqu'il a accompli le minimum de service requis ou, dans certains cas, s'il ne peut plus travailler, soit d'office lorsqu'il a atteint la limite d'âge ;
- de la démission ;
- du licenciement pour abandon de poste ou pour insuffisance professionnelle, ou de la révocation pour motif disciplinaire ;
- du décès du praticien.

## Praticiens contractuels
Le système est comparable à celui des agents contractuels par rapport aux fonctionnaires. L'article R.6152-338 fixe les cas et conditions où ces praticiens peuvent être recrutés : 
1. pour remplacer un emploi permanent dont le titulaire est absent (pour congé de maternité par exemple) ou pour faire face à un surcroît d'activité : le contrat initial est alors de six mois maximum, l'activité peut atteindre deux ans par renouvellements successifs ;
2. en cas de difficulté de recrutement sur des fonctions nécessitant des compétences particulières ou sur un emploi resté vacant : le recrutement initial se fait pour trois ans et la durée totale est de six ans maximum ;
3. dans l'attente de la réussite à un concours de praticien titulaire, dans la limite de trois ans ;
4. pour compléter l'offre de soins sur le territoire : le contrat initial est alors de trois ans maximum, il peut être suivi d'un ou de plusieurs contrats d'une durée maximale de six ans ; dans cette situation, après six ans, le praticien peut être maintenu sous contrat à durée indéterminée.

Un établissement peut conclure avec un praticien contractuel titulaire d'une spécialité rare une convention d'engagement de carrière hospitalière. Le praticien perçoit alors une rémunération complémentaire en échange d'un engagement à la recruter sur place après succès au concours de praticien titulaire. 